# Svéd nyelvtan
A svéd nyelvtan számos hasonlóságot mutat más germán nyelvek nyelvtanával.

## Szórend
A svéd szórend lehet:
- egyenes
- kérdőmondati
- mellékmondati

### Az egyenes szórend
A többi germán nyelvhez hasonlóan a svéd nyelv egyenes szórendjének általános szerkezete: alany – állítmány – többi mondatrész. Az egyenes szórend a főmondatok sajátja. Általános szerkezete a következők szerint alakul:
| Fundamentum (/Alany) | Ige 1 (*) | (Alany)(**) | Határozó | Ige 2 (***) | Tárgy    | Határozók   |
| -------------------- | --------- | ----------- | -------- | ----------- | -------- | ----------- |
| Nu                   | vill      | jag         | bara     | läsa        | svenska  | på kvällen. |
| Jag                  | ska       | -           | bara     | prata       | svenska  | i dag.      |
| Jag                  | arbetar   | -           | inte     | -           | -        | i Malmö.    |
| Det                  | är        | -           | (inte)   | -           | Claudia. | -           |

Megjegyzések:

(*) Az „ige1” pozícióban akkor áll a főige, ha a mondat nem tartalmaz segédigét. Segédige esetén ez a pozíció a segédige helye.

(**) Az alany akkor áll ebben a pozícióban, ha a fundamentum más mondatelem számára foglalt (például kiemelt határozószó esetén.

(***) A főige akkor áll ebben a pozícióban, ha a mondat segédigét tartalmaz.

### A kérdőmondat szórendje
Kérdőszavas kérdések esetén a fundamentum helyét a kérdőszó foglalja el:
| Fundamentum (/Alany) | Ige 1  | (Alany)  | Határozó | Ige 2 | Tárgy | Határozók |
| -------------------- | ------ | -------- | -------- | ----- | ----- | --------- |
| Vem                  | är     | det där? | -        | -     | -     | -         |
| Vad                  | heter  | du?      | -        | -     | -     | -         |
| Vad                  | är     | klockan? | -        | -     | -     | -         |
| Var                  | kommer | du       | -        | -     | -     | ifrån?    |

Eldöntendő kérdések esetén a szórend a következők szerint alakul:
| Ige 1 (*) | Alany | Határozó | Ige 2 (**) | Tárgy      | Határozók     |
| --------- | ----- | -------- | ---------- | ---------- | ------------- |
| Kommer    | du    | också    | -          | -          | från Sverige? |
| Talar     | du    | inte     | -          | Svenska?   | -             |
| Tycker    | du    | –        | -          | om filmen? | -             |
| Heter     | du    | inte     | -          | Jonas?     | -             |

Megjegyzések:

(*) Ebben a pozícióban áll a főige, ha a mondat nem tartalmaz segédigét. Segédige esetén a segédige áll ebben a pozícióban.

(**) Ha a mondat tartalmaz segédigét, akkor a főige áll ebben a pozícióban.

### A mellékmondati szórend
Mellékmondati szórendről alárendelt mellékmondatok esetén beszélünk. Ezeket az alárendelt mellékmondatokat bevezető kötőszavak vezetik be, mint például att ("hogy"), eftersom ("mivel"), stb. Ilyenkor az ún. satspartikelek megelőzik az igét.
Jag förstod honom inte, eftersom jag inte talar svenska. (Ellentétben a főmondattal, ahol a helyes szórend Jag talar inte svenska lenne.)

## A főnév
A főnév alakját a svédben a szám (egyes szám, többes szám), és az eset (casus) határozza meg, a modern svéd azonban csupán alanyesetet, és birtokos esetet különböztet meg a főnevek terén.
|                   | egyes szám        | egyes szám            | többes szám          | többes szám              |
| határozatlan alak | határozott alak   | határozatlan alak     | határozott alak      |                          |
| nominativ         | hund kutya        | hunden a kutya        | hundar kutyák        | hundarna a kutyák        |
| genitiv           | hunds kutyának a… | hundens a kutyának a… | hundars kutyáknak a… | hundarnas a kutyáknak a… |

A többi eset a svédből kikopott, a modern svéd az egyes eseteket elöljárószók segítségével határozza meg.

### A névelő és főnév alakja
A főnevek neme lehet általános nem (utrum) és semlegesnem (neutrum). Az utrum szavak névelője "en", a neutrum szavaké "ett". Határozott alakban a névelő suffixumként a főnév végére kerül:
- en kyrka (egy templom) – kyrkan (a templom)
- en hund (egy kutya) – hunden (a kutya)
- ett namn (egy név) – namnet (a név)
- ett ämne (egy tárgy) – ämnet (a tárgy)

### A főnevek csoportosítása
A svéd főnevek öt csoport szerint képezik többes számukat, a főnevek végződése a csoportok szerint alakul.
- 1. csoport:

- En-szavak, amik 'a'-ra végződnek
| Egyes sz., határozatlan | Egyes sz., határozott | Többes sz., határozatlan | Többes sz., határozott |
| ----------------------- | --------------------- | ------------------------ | ---------------------- |
| En människa             | människan             | människor                | människorna            |

- 2. csoport:

- En-szavak, amik mássalhangzóra, vagy más magánhangzóra (nem 'a'-ra) végződnek
| Egyes sz., határozatlan | Egyes sz., határozott | Többes sz., határozatlan | Többes sz., határozott |
| ----------------------- | --------------------- | ------------------------ | ---------------------- |
| En tolk                 | tolken                | tolkar                   | tolkarna               |
| En fru                  | frun                  | fruar                    | fruarna                |
| en granne               | grannen               | grannar                  | grannarna              |

- 3. csoport:

- Egy szótagú En-szavak.
| Egyes sz., határozatlan | Egyes sz., határozott | Többes sz., határozatlan | Többes sz., határozott |
| ----------------------- | --------------------- | ------------------------ | ---------------------- |
| en text                 | texten                | texter                   | texterna               |
| en bild                 | bilden                | bilder                   | bilderna               |
| en film                 | filmen                | filmer                   | filmerna               |

- Több szótagú En és Ett szavak, amiknek a hangsúlya az utolsó szótagra esik.
| Egyes sz., határozatlan | Egyes sz., határozott | Többes sz., határozatlan | Többes sz., határozott |
| ----------------------- | --------------------- | ------------------------ | ---------------------- |
| en idé                  | idén                  | idéer                    | idéerna                |
| en kalori               | kalorin               | kalorier                 | kalorierna             |
| ett kafé                | kaféet                | kaféer                   | kaféerna               |

- Ide tartoznak továbbá az idegen eredetű szavak.
- A szavak egy része hangzót vált.
- 4. csoport:

- Ett-szavak, amik magánhangzóra végződnek.
| Egyes sz., határozatlan | Egyes sz., határozott | Többes sz., határozatlan | Többes sz., határozott |
| ----------------------- | --------------------- | ------------------------ | ---------------------- |
| ett knä                 | knät                  | knän                     | knäna                  |
| ett piano               | pianot                | pianon                   | pianona                |
| ett öga                 | ögat                  | ögon                     | ögonen                 |

- 5. csoport:

- Ett-szavak, amik mássalhangzóra végződnek.
| Egyes sz., határozatlan | Egyes sz., határozott | Többes sz., határozatlan | Többes sz., határozott |
| ----------------------- | --------------------- | ------------------------ | ---------------------- |
| ett segel               | seglet                | segel                    | seglen                 |
| ett vapen               | vapnet                | vapen                    | vapnen                 |
| ett mönster             | mönstret              | mönster                  | mönsterna              |

- Néhány En-szó.
| Egyes sz., határozatlan | Egyes sz., határozott | Többes sz., határozatlan | Többes sz., határozott |
| ----------------------- | --------------------- | ------------------------ | ---------------------- |
| en fader                | fadern                | fäder                    | fäderna                |
| en man                  | mannen                | män                      | männen                 |
| en mus                  | musen                 | möss                     | mössen                 |

## A melléknév
A melléknév a mondatban lehet jelző vagy az összetett állítmány névszói része. Alakja mindkét szerepkörében megváltozhat bizonyos esetekben. Jelzőként mindig a jelzett szó előtt áll.

### A melléknév ragozása
A melléknév ragozása aszerint változik, hogy határozott vagy határozatlan alakjában fordul-e elő a mondatban.
A melléknév határozatlan alakját használjuk akkor, ha összetett állítmány névszói részének szerepét tölti be a mondatban, valamint amikor határozatlan jelzős szerkezetben fordul elő.

#### Határozatlan alak
Határozatlan alakban az egyes számban álló utrum főnévhez kapcsolódó melléknév alakja változatlan marad:
- en snygg tröja (csinos pulóver)
- Tröjan är snygg (a pulóver csinos).

Az egyes számú neutrum főnévhez kapcsolódó melléknév azonban t végződést kap:
- ett långt tåg (egy hosszú vonat)
- Tåget är långt (a vonat hosszú).

Többes számban az utrum és neutrum főnévhez kapcsolódó melléknév egyaránt -a végződést kap:
- snygga tröjor (csinos pulóverek)
- långa tåg (hosszú vonatok)

#### Határozott alak
A határozott alakú melléknév utrum és neutrum alakban is, egyes és többes számban egyaránt -a végződést kap. Hímnemben (a régi ragozás maradványaként) -e végződés járul a melléknévhez. A határozott jelzős szerkezetben nem csak a főnév kerül határozott alakba (végartikulus), hanem ilyenkor a jelzős szerkezet előtt is határozott névelő áll: den (utrum), det (neutrum), de (többes szám, ejtése [dom]).
utrum:
- den nya soffan
- de nya sofforna
- den gamle mannen (az öreg ember)

neutrum:
- det vita bordet
- de vita borden

#### Rendhagyó ragozású melléknevek
A következő csoportokba tartozó melléknevek ragozása rendhagyó:
- hangsúlyos magánhangzóra végződő melléknevek, pl.: ny – nytt – nya (új)
- hangsúlyos magánhangzó + t végű, egyszótagú melléknevek, pl.: vit – vitt – vita (fehér)
- többszótagú, t végű, véghangsúlyos melléknevek, pl.: absolut – absolut – absoluta
- mássalhangzó + t végű melléknevek, pl.: trött – trött – trötta (fáradt)
- hangsúlyos magánhangzó + d végű melléknevek, pl.: god – gott – goda (jó)
- mássalhangzó + d végű melléknevek, pl.: vild – vilt – vilda (vad)
- A hangsúlytalan –el, -er végű melléknevek határozott alakjában és többes számában kiesik az e, pl.: vacker – vackert – vackra (szép)
- A hangsúlytalan –en végű mellékneveknél neutrumban az –n helyére lép a –t végződés, határozott alakban és többes számban kiesik ez –e hang, pl.: vaken, vaket, vakna (éber)

A liten (kicsi) melléknév ragozása:
határozatlan:
en liten flicka
ett litet äpple
små flickor
små äpplen
határozott:
den lilla flickan
det lilla äpplet
de små flickorna
de små äpplena
A gammal (öreg, régi) melléknév ragozása:
határozatlan:
en gammal bok
ett gammalt hus
gamla böcker
gamla hus
határozott:
den gamla boken
det gamla huset
de gamla böckerna
de gamla husen
A színeket jelölő melléknevek ragozása is részben rendhagyó:
vit, vitt, vita (fehér)
svart, svart, svarta (fekete)
röd, rött, röda (piros)
blå, blått, blåa (kék)
grå, grått, gråa (szürke)
grön, grönt, gröna (zöld)
gul, gult, gula (sárga)
brun, brunt, bruna (barna)
Néhány melléknév ragozhatatlan:
bra (jó), extra (különleges), äkta (valódi, eredeti), lila (lila), rosa (rózsaszín), inrikes (belföldi), utrikes (külföldi), gammaldags (régies), gratis (ingyenes), lagom (épp elég)

## Az ige

### Az infinitiv
A svéd igék infinitiv, azaz főnévi igenévi alakja -a végződést kap (vö. magyar -ni). Amennyiben az ige magánhangzóra végződik, a főnévi igenévi (azaz ragozatlan) alak megtartja az ige eredeti végződését, például bo ("lakni"). A főnévi igenév alakját esetenként az att előtag előzi meg, mely azonos az angolban használt to, vagy a német zu alakokkal.

### Jelenidő
A jelenidejű ragozás során a svéd ige szótövéhez -r, ill. -er végződés kerül. Utóbbi akkor, ha az igető magánhangzóra végződik, például att komma ("jönni") – igető: kom + er =kommer.
Jelenidejű ragozás során a svéd ige minden számban és személyben azonos alakot vesz fel:
| Jag | kommer | arbetar | bor |
| Du  | kommer | arbetar | bor |
| Han | kommer | arbetar | bor |
| Hon | kommer | arbetar | bor |
| Den | kommer | arbetar | bor |
| Det | kommer | arbetar | bor |
| Vi  | kommer | arbetar | bor |
| Ni  | kommer | arbetar | bor |
| De  | kommer | arbetar | bor |

Kivételes alakkal bír a létige, a vara, melynek formája minden számban és személyben är.

### A múltidő
A svéd igék múltidejű alakja lehet perfekt, präteritum (=imperfekt), vagy pluskvamperfekt (vö.: előidejűség, régmúlt).

#### A preteritum
A preteritum a svédben az általános elbeszéléshez használt múltidő, melynek használata során lezárt cselekvésről, történésről van szó. Használata során gyakran kerül elő múltidejű időhatározó (más esetekben a lezártság a kontextusból derül ki).
Példamondatok:
- Igår träffade jag Igor. ("Tegnap találkoztam Igorral.")

Előfordulhat, hogy a svéd jelenidejű történés leírásához használja a preteritum alakot, ez azonban csak bizonyos szerkezetek esetén fordul elő, amikor "belső, lelki részvételt" kívánnak kihangsúlyozni. Ezt az esetet szemléltetik az alábbi példamondatok:
- Nej, men det var kul att se dig. ("Klassz volt veled találkozni.")
- Det var väl synd! ("Hát ez igazán kár!")
- Det var en bra idé! ("Ez jó ötlet volt!")

Az angolhoz hasonlóan a svéd a segédigék esetén a múltidejű alak használatával fejez ki távolságtartást, ill. udvariasságot. Például:
- Det skulle vara snällt. ("Ez igazán kedves volna")
- Jag skulle vilja be om saltet. ("Szeretném kérni a sót.")

#### A perfekt
A perfekt alakot a svéd – az angolhoz hasonlóan – akkor használja, ha a múlt időben lezajlott cselekvésnek kapcsolódása van a jelenhez (pl. a jelenben fejti ki az eredményt, stb. →vö. angol Present Perfect). Pl.:
- Han har kommit hem. ("Hazajött") (→ tehát most otthon van)
- Han har köpt en back öl. ("Vett egy rekesz sört") (→ tehát most egy rekesz sör van a birtokában)

stb.
A perfekt igealakot használja a svéd azokban az esetekben is, amikor egy múlt időben megkezdett cselekvés folyamata a jelenben még tart (→vö. angol Present Perfect Continuous). Például:
- Jag har arbetat här i tre år

A perfekt igealakot használja a svéd éppen lezáródott cselekmények, történések leírására:
- Jag har just/precis/nyss kommit hem.

#### A pluskvamperfekt
A pluskvamperfekt a svédben a ha ige múltidejű alakjából és az ige supinum alakjából tevődik össze. A svéd a pluskvamperfekt használatával azt fejezi ki, hogy egy múlt idejű esemény megtörténtének idejére egy másik múlt idejű cselekvés, vagy történés már lezáródott. Pl.:
- När han hade tvättat bilen, läste han tidningen. ("Miután lemosta a kocsit, újságot olvasott.")

### A jövőidő képzése
Jövőidejű igealak képzésre a svédben a következő lehetőségek adódnak:
1. Jelenidejű igealak használata jövőidőre vonatkozó időhatározóval:

- Jag reser till Oslo i morgon. ("Holnap utazom Oslóba.")

1. Előre várható, vagy megjósolt jövőidejű események, cselekvések leírására a kommer att + infinitiv szerkezet használható:

- Jag tror att det kommer att regna i morgon. ("Holnap esni fog.")

1. A jövőidő ska + infinitiv alakkal való körülírása gyakran használt kérdésekben, ill. egyes szám első személyű alakkal:

- Vad ska vi göra? ("Mit fogunk csinálni?")
- Jag ska resa till Stockholm i morgon. ("Holnap Stockholmba utazom.")

1. Jövőre vonatkozó tervek és szándékok leírására alkalmazható a tänker + infinitiv alak:

- Jag tänker resa till Stockholm, när terminen slutar. ("Stockholmba fogok/szándékozom utazni…")

### A felszólítómód
A svéd az igék felszólító módú alakjának képzéséhez az ige tövét használja, pl.:
- kom|ma – kom! (gyere)
- var|a – var! (légy!, például var tyst! = légy csendben!)
- arbeta| – arbeta (dolgozz), stb.

### A supinum alak
Az ige infinitiv alakjának a múlt idejű változata.

### A kötőmód
A kötőmód (vö.: konjunktiv) a svédben ma már csak ritkán (pl. a Leve högt! = "Éljen!" felkiáltáskor), illetve dialektusokban fordul elő. A kötőmódot a modern svédben segédigés szerkezettel helyettesítik, pl.: "Ja, må han leva!" (Éljen soká!).

### A present particip
További igealak a jelen idejű határozói igenevet leíró -ande és -ende végződésű ún. present particip, mely nem ragozható.

## A névmás

### Személyes névmások
A svédben a személyes névmás három alakban fordul elő. Alanyesetben, birtokos esetben, valamint tárgyesetben, melynek formája megegyezik a részes esettel (az angolhoz hasonlóan). Külön csoportba tartoznak az egyes szám harmadik személyű sin, sitt, sina névmások.
A személyes névmások alakjai és jelentésük:
|                           | Nominativus | Genitivus     | Dativus és Accusativus | Reflexivus (visszaható névmás) |
| ------------------------- | ----------- | ------------- | ---------------------- | ------------------------------ |
| E/1                       | jag         | min/mitt/mina | mig /mɛj/              | mig /mɛj/                      |
| E/2                       | du          | din/ditt/dina | dig /dɛj/              | dig /dɛj/                      |
| E/3 hímnem (személy)      | han         | hans          | honom                  | sig /sɛj/                      |
| E/3 nőnem (személy)       | hon         | hennes        | henne                  | sig /sɛj/                      |
| E/3 nemsemleges (személy) | hen         | hens          | hen (ritkábban: henom) | sig /sɛj/                      |
| E/3 dologi, utrum         | den         | dess          | den                    | sig /sɛj/                      |
| E/3 dologi, neutrum       | det         | dess          | det                    | sig /sɛj/                      |
| T/1                       | vi          | vår/vårt/våra | oss                    | oss                            |
| T/2                       | ni          | er/ert/era    | er                     | er                             |
| T/3                       | de /dɔm/    | deras         | dem /dɔm/              | sig /sɛj/                      |

A mig, dig alakokat egyes dialektusokban és szlengben /maj/, /daj/-nak ejtheti az anyanyelvi beszélő.
Sajátos jelleggel bírnak a sin (utrum), sitt (neutrum), valamint sina (többes szám) birtokosnévmások. Használatuknak két fő kritériuma van:
- A birtokviszony a mondat alanyára vonatkozik.
- A sin, sitt, sina alakok nem lehetnek az alany részei.

Példák:

Hon tycker mycket om sin katt. = Szereti a (saját) macskáját. 

Hon tycker om hans katt. = Szereti (valaki másnak) a macskáját.

De:

Hennes katt är söt. = Neki édes a macskája. (A birtokos névmás a mondat alanyának részét képezi, így a sin, sitt, sina alakok nem használhatók.)
Reflexív, vagy visszaható névmásról akkor beszélünk, ha a cselekvő és a cselekvés tárgya megegyezik. Például:
- Han tvättar sig. = Mosakszik. (/Mossa magát.)

### Kérdő névmások
A svéd nyelv a következő kérdőszavakat használja:
- vem? = ki?
- vems? = kinek a ...?, kié?
- vad? = mi?
- hur? = hogy(an)?
- var? = hol
- vart? = hová?
- varifrån? = honnan?
- när? = mikor?
- varför? = miért?
- vilken? / vilket?, vilka? = melyik?, melyek?
- vilkens? / vilkets? = melyiknek a ...?, melyiké?
- hurdan? / hurdant? = milyen?

A hur kérdőszó kombinálható melléknevekkel, így további kérdő szerkezetek alkothatók, például hur mycket? = mennyi? (nem megszámlálható), hur många? = mennyi? (megszámlálható), hur stor? =milyen nagy?, stb.

### Vonatkozó névmás
A vonatkozó névmás a mondat egy elemére, vagy egy tagmondatra utaló névmás. Alakjai a svédben többek között:
- som: "aki", "ami", "amely"
- vars: "akinek a …"
- vilkas: "akiknek a…"
- vilket: "ami" (teljes tagmondatra visszautaló névmás)
- där: "ahol"
- när: "amikor"

Példamondatok:
- Jag läser en bok, som är mycket interessant. = Egy könyvet olvasok, amely nagyon érdekes.
- Hon har en syster, som heter Eva. =Van egy (lány)testvére, akit Évának hívnak.
- Eva, vars man är direktör, är mycket snygg. = Éva, akinek a férje igazgató, nagyon szép.
- Barnen, vars/vilkas lärare var sjuk, var lediga. = A gyerekek, akiknek a tanára beteg volt, hazamehettek.
- Jag äter i en restaurang varje dag, vilket är mycket dyr. = Minden nap étteremben eszem, ami nagyon drága.
- Han visade firman, där han arbetade. = Megmutatta a céget, ahol dolgozott.
- Jag var inte hemma, när du var där. = Nem voltam otthon, amikor ott voltál.

Természetesen a svéd nyelvben további vonatkozó névmások is fellelhetők, mint pl.: vart, därifrån, vad som.

## A számnév

### Tőszámnevek
| 1       | 2      | 3       | 4       | 5       | 6      | 7       | 8      | 9      | 10      |
| ------- | ------ | ------- | ------- | ------- | ------ | ------- | ------ | ------ | ------- |
| ett     | två    | tre     | fyra    | fem     | sex    | sju     | åtta   | nio    | tio     |
| 11      | 12     | 13      | 14      | 15      | 16     | 17      | 18     | 19     | 20      |
| elva    | tolv   | tretton | fjorton | femtom  | sexton | sjutton | arton  | nitton | tjugo   |
| 30      | 40     | 50      | 60      | 70      | 80     | 90      | 100    | 1000   | 1000000 |
| trettio | fyrtio | femtio  | sextio  | sjuttio | åttio  | nittio  | hundra | tusen  | miljon  |

### Sorszámnevek
| 1.         | 2.        | 3.        | 4.        | 5.         | 6.       | 7.        | 8.       | 9.       | 10.      |
| ---------- | --------- | --------- | --------- | ---------- | -------- | --------- | -------- | -------- | -------- |
| första     | andra     | tredje    | fjärde    | femte      | sjätte   | sjunde    | åttonde  | nionde   | tionde   |
| 11.        | 12.       | 13.       | 14.       | 15.        | 16.      | 17.       | 18.      | 19.      | 20.      |
| elfte      | tolfte    | trettonde | fjortonde | femtomde   | sextonde | sjuttonde | artonde  | nittonde | tjugonde |
| 30.        | 40.       | 50.       | 60.       | 70.        | 80.      | 90.       | 100.     | 1000.    | 1000000. |
| trettionde | fyrtionde | femtionde | sextionde | sjuttionde | åttionde | nittionde | hundrade | tusende  | miljonde |

## Prepozíciók
A svéd nyelv gyakori prepozíciói:
| av (-ról, -ről, -ból, -ből) | bakom (mögött)               | bland (között)             | bredvid (mellett)        | efter (után)                 | framför (előtt)                        | från (-tól, -től) |
| för (-ért)                  | för… sedan (óta)             | för… skull (… kedvéért)    | före (előtt)             | genom (át, keresztül, által) | hos (-nál, -nél)                       | i (-ban, -ben)    |
| inför (tekintettel)         | inom (benne, belül)          | intill (közvetlen mellett) | med (-val, -vel)         | mellan (között)              | mot (ellen)                            | om (-ról, -ről)   |
| omkring (körül)             | på (-on, -en, -ön, -ra, -re) | runt (körül)               | sedan (után)             | till (-ig)                   | trots (ellenére)                       | under (alatt)     |
| ur (-ből ki)                | utan (nélkül)                | utmed (mentén)             | utom, förutom (-n kívül) | vid (-ban, -ben, -nál, -nél) | åt (-on, -en, -ön, -ra, -re, irányába) | över (felett)     |

Megj.: Zárójelekben a prepozíciók alatt a legáltalánosabban használt jelentés magyar megfelelője szerepel.

## Kötőszavak

### Alárendelő
Az alárendelő kötőszavak (subjunktioner) mellékmondatot illesztenek be egy másik mondatba, annak mondatrészeként. A kötőszó általában a mellékmondat első helyén áll, azonban nem minden szó kötőszó, ami mellékmondatot vezet be – névmások és határozószók is bevezethetnek mellékmondatot. Az alárendelő kötőszavak több szóból is állhatnak. Ha a mondat a mellékmondattal kezdődik, akkor (mivel ez foglalja el a főmondat fundamentumának helyét), ezt közvetlenül a főmondat igéje követi.
Példa: Jag vet att du ljuger. (Tudom, hogy hazudsz).
A leggyakoribb alárendelő kötőszók:
- általános alárendelő: att
- finala (szándék): för att
- interrogativa (kérdő): om, ifall, huruvida
- kausala (ok): eftersom, därför att, då, som, för att
- komparativa (összehasonlító): som
- koncessiva (megengedő): fast, fastän, även om, trots att, hur…än, vad…än, vem…än, var…än
- konditionala (feltétel): om, ifall, på villkor att, under förutsättning att, såvida, såvitt, bara
- konsekutiva (következmény): så att
- temporala (időviszony): förrän, innan, medan, sedan, samtidigt som, tills, när, då, så snart, knappt…förrän, inte förrän, efter, efter det att, efter att, under det att, så länge
- irreala: om, som om
- instrumentala (eszköz- és módhatárózói): genom att
- adversativa: medan, istället för att

### Mellérendelő
A mellérendelő kötőszavak (konjunktioner) azonos típusú tagmondatokat, vagy mondatrészeket kapcsolnak össze.
Amennyiben két tagmondatot kapcsolnak össze, ezek mindegyike főmondati szórendben van. Ha a második tagmondat alanya megegyezik az elsőével, úgy az alany ebből elhagyható, azonban csak akkor, ha a kötőszó után rögtön az ige áll – ellenkező esetben, azaz ha valamilyen más mondatrész áll a fundamentum helyén, úgy az ige után ki kell tenni az alanyt.
A leggyakoribb mellérendelő kötőszavak: och (és), men (de), eller (vagy), för (mert), så (úgyhogy), utan (hanem).

## Interjekciók
Interjekcióknak nevezzük azokat a felkiáltásokat, melyek nem alkotnak mondatot, és pusztán érzelemkitörések leírását szolgálják. Ezek a szavak írásban felkiáltójellel jelennek meg. Az interjekciók megértése és helyes használata fontos eleme a kommunikációnak különösen interkulturális kontextusban.
A leggyakoribb interjekciók:
- ack: megegyezik a német "ach" használatával
- aj: fájdalom kifejezése, megegyezően a magyar "au!" felkiáltással
- äsch: megegyező a német "ach was" használatával ("ne is mondd!", "ne is törődj vele!")
- fy: "fújj!"
- jaså: korábban nem értett probléma hirtelen felfogásakor (vö.: német: "ach so")
- jaha: a konverzáció logikai követését jelzi, illetve a hallgató azt jelzi vele, hogy figyelemmel kíséri a beszélőt
- javisst: hasonló a magyar "hát persze!" felkiáltáshoz
- kors: "te jó ég!"
- nå: "na" és "no"
- ojdå: "nicsak!"
- o: a magyar "oh", ill. "ó" felkiáltásokkal azonos
- usch: megvetés kifejezésére
- skål: koccintásnál (vö.: "egészségedre")
- hej: köszönéskor használt, mind hivatalos ("jó napot"), mind baráti ("szia") kontextusban elfogadott
- prat: lekezelő kommentár
- fan: káromkodás, svéd fiatalok nyelvhasználatában gyakran előforduló kifejezés
- varsågod: "kérem", ill. "tessék" megfelelői (vö.: német bitte)
- tack: köszönöm.